# Colin Jacques
Colin Jacques (Richmond, Canadá, 6 de marzo de 1994) es un futbolista canadiense. Juega de mediocampista y su último club conocido fue el NK Istra 1961 de la Primera Liga de Croacia.

## Clubes
| Club          | País    | Año         | PJ | Goles |
| ------------- | ------- | ----------- | -- | ----- |
| NK Rudeš      | Croacia | 2014 - 2018 | 62 | 15    |
| NK Istra 1961 | Croacia | 2018 - ?    |    |       |